# Asse ottico

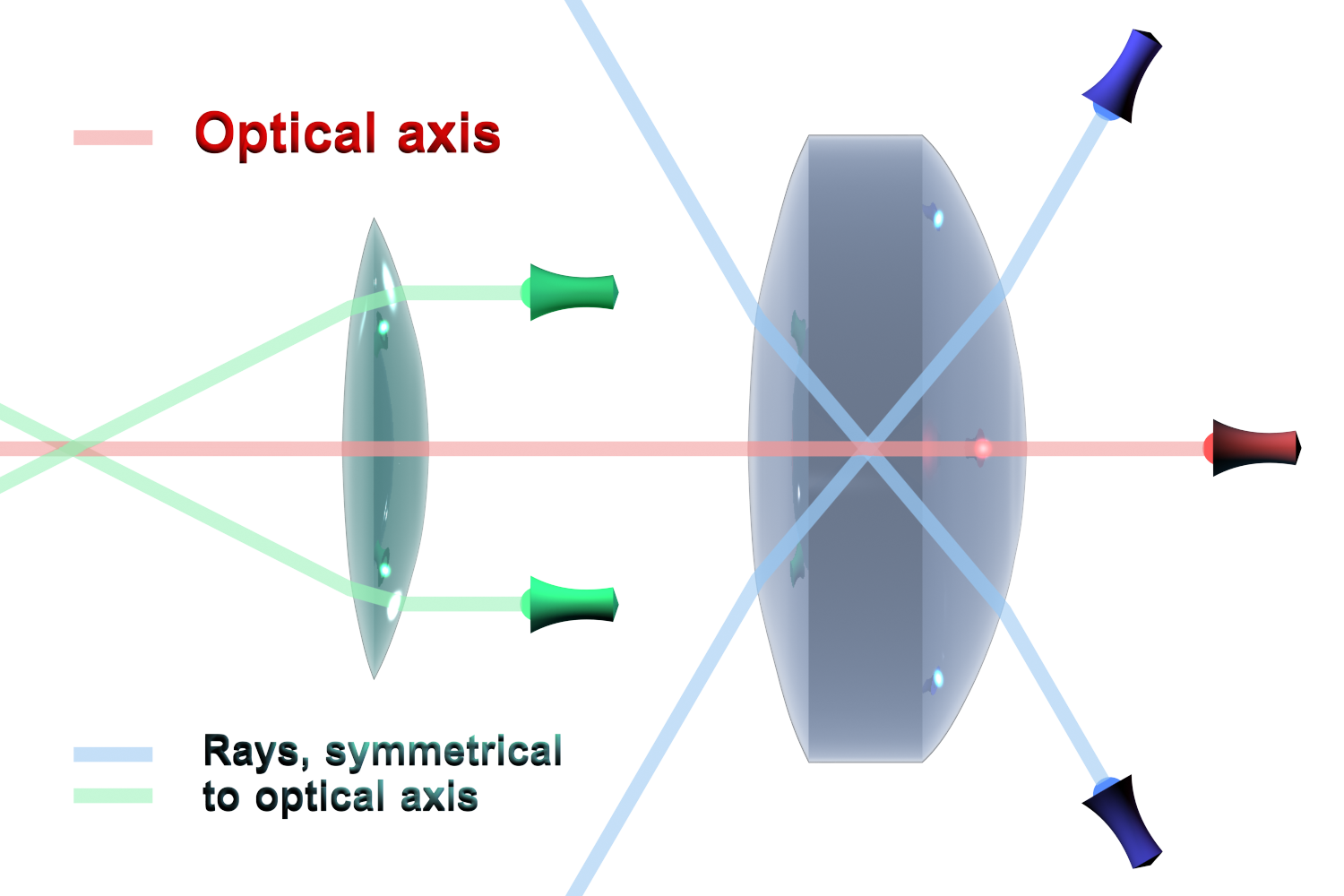
L'asse ottico (linea rossa) e alcuni raggi simmetrici rispetto all'asse (due blu e due verdi) che si propagano attraverso due sistemi ottici (lenti) differenti.

L'asse ottico è la linea lungo la quale esiste una simmetria di rotazione per un sistema ottico, come un obiettivo fotografico o un microscopio.
È la linea immaginaria che definisce la traiettoria della luce attraverso il sistema. Nel caso di semplici lenti e specchi, l'asse ottico passa attraverso il loro centro di curvatura e coincide con l'asse di simmetria rotazionale.
Quando l'asse ottico non coincide con l'asse meccanico, si parla di sistema ottico fuori asse (off axis).
In una fibra ottica l'asse ottico, detto anche "asse della fibra", corre lungo il centro del core. 